# Орийак-1
Орийа́к-1 (фр. Aurillac 1) — кантон во Франции, находится в регионе Овернь, департамент Канталь. Входит в состав округа Орийак.
Код INSEE кантона — 1502. В кантон Орийак-1 входит одна коммуна — Орийак.
Население кантона на 1999 год составляло 9 056 человек.